# Koumbia (Mali)
Koumbia è un comune rurale del Mali facente parte del circondario di Yorosso, nella regione di Sikasso.
Il comune è composto da 12 nuclei abitati:
- Bagadina
- Barena
- Dhé
- Dorosso
- Koumbia
- Marena
- Nianso
- Ouysso
- Sindé
- Tébéré
- Vanekuy
- Wkongo